# Магазија (Њамц)
Магазија (рум. Magazia) насеље је у Румунији у округу Њамц у општини Кракаоани. Oпштина се налази на надморској висини од 551 m.

## Становништво
Према подацима из 2002. године у насељу је живело 694 становника, од којих су сви румунске националности.